# Patrilokalita
Patrilokalita (z lat. pater, otec, a localis, místní) je takové uspořádání tradiční společnosti, kde se žena po svatbě stěhuje za rodinou muže, k jeho otci. Předností tohoto nejčastějšího uspořádání tradičních zemědělských společností je to, že všichni muži ve vesnici jsou mezi sebou příbuzní. Patrilokalita možná souvisí se způsobem obživy: vyskytuje se hlavně tam, kde se pole obdělávají pluhem.